# Marie Colomb
Marie Colomb es una actriz francesa nacida el 1 de enero de 1995 en  Saint-Pardon-de-Conques, Gironde, Francia.

## Trayectoria
Debutó en el cine en 2017 en un largometraje de Mathieu Gari, Uno, dos tres.  En 2022 apareció en la película As bestas de Rodrigo Sorogoyen por la que fue nominada al premio Goya  a mejor actriz de reparto por su papel de Marie Denis.